# 帕维尔·谢列布里亚科夫
帕维尔·阿列克谢耶维奇·谢列布里亚科夫（俄语：Павел Алексеевич Серебряков；1909年2月28日—1977年8月17日），苏联钢琴演奏家、古典音乐教育家。列寧格勒音樂學院院长。苏联人民艺术家。

## 生平
1909年生于薩拉托夫省察里津的一个音乐世家。1923年毕业于察里津音乐学院，后在聖彼得堡音樂學院学习深造，师从列昂尼德·尼古拉耶夫，1930年毕业。
1933年在第一届莫斯科音乐比赛中获得第二名。1939年至1952年，以及1962年至1977年长期担任列寧格勒音樂學院院长。他的学生有伊戈尔·拉济科等。他还担任柴可夫斯基國際音樂比賽评委。
1939年加入联共（布），1962年获得苏联人民艺术家荣誉称号。1977年8月17日在圣彼得堡去世。葬于沃尔科夫公墓。